# Universidad Tecnológica de la Huasteca Hidalguense
La Universidad Tecnológica de la Huasteca Hidalguense (UTHH), es una institución pública de educación superior ubicada en la ciudad de Huejutla de Reyes, en el Estado de Hidalgo, México.

## Historia
La Universidad Tecnológica de la Huasteca Hidalguense,  inicia operaciones el 16 de octubre de 1996.

## Oferta educativa
La oferta educativa de la Universidad Tecnológica de la Huasteca Hidalguense es:
- Ingeniería en Agrobiotecnología
- Ingeniería Civil
- Ingeniería en Mecatrónica
- Ingeniería en Metal Mecánica
- Ingeniería en Procesos Alimentarios
- Ingeniería en Desarrollo y Gestión de Software
- Licenciatura en Innovación de Negocios y Mercadotecnia
- Licenciatura en Contaduría
- Licenciatura en Gestión de Negocios y Proyectos
- Licenciatura en Gastronomía